# Летючий загін Скотланд-Ярду
«Летючий загін Скотланд-Ярду»(англ. The Sweeney) — британський кримінальний бойовик режисера Ніка Лава, заснований на  однойменному телесеріалі 1970-х років режисера Йен Кеннеді Мартін. Прем'єра фільму відбулася 12 вересня 2012 .

## Зміст
Англійська поліція докладає максимум зусиль для того, щоб злочинців було покарано. Але детектив Джек Ріген бореться зі злочинністю по-своєму: брудними, нелегальними, жорстокими методами.

## Ролі
| Актор             | Роль          |
| ----------------- | ------------- |
| Рей Вінстон       | Джек Ріґан    |
| Бен Дрю           | Джордж Картер |
| Гейлі Етвел       | Ненсі Левіс   |
| Стівен Макінтош   | Айвен Левіс   |
| Пол Андерсон      | Аллен         |
| Демієн Льюїс      | Френк Гаскінс |
| Аллен Ліч         | Саймон Элліс  |
| Алан Форд         | Гаррі         |
| Стівен Веддінґтон | Міллер        |
| Ед Скрейн         | Девід         |

## Знімальна група
- Режисер — Нік Лав
- Сценарист —Джон Годж, Нік Лав, Йен Кеннеді Мартін
- Продюсер — Аллан Нібло, Руперт Престон, Джеймс Річардсон
- Композитор — Лорн Белфі